# جری استال
جری استال (انگلیسی: Jerry Stahl؛ زادهٔ ۲۸ سپتامبر ۱۹۵۳) رمان‌نویس و فیلم‌نامه‌نویس اهل ایالات متحده آمریکا است.

## گزیدهٔ آثار

### سینما
- کافه گوشت (۱۹۸۲)
- دکتر کالیگاری (۱۹۸۹)
- نیمه‌شب ماندگار (۱۹۹۸)
- پسران بد ۲ (۲۰۰۳)
- اصرار (۲۰۱۶)
- چاک (۲۰۱۶)

### تلویزیون
- توئین پیکس (۱۹۹۰)
- سی‌اس‌آی (۲۰۰۶–۲۰۰۱)
- فرار به دانمورا (۲۰۱۸)